# Cómpeta
Cómpeta è un comune spagnolo di 2 969 abitanti situato nella comunità autonoma dell'Andalusia.